# Lángné Kelemen Erzsébet
Lángné Kelemen Erzsébet (Pest, 1772. április 16. – Pest, 1795. október 30.) úttörő színésznő, Kelemen László húga.

## Életútja
1791-től 15 forint fizetéssel volt a pest-budai első magyar színtársulat tagja. 1794-től feleségül ment Láng Ádám János színészhez, azonban rövid idő után elváltak. Kisebb naivaszerepeket alakított vígjátékokban. Gyenge testalkatú, beteges és halkbeszédű színésznőként jellemzi a Magyar színművészeti lexikon.

## Fontosabb szerepei
- Berenisz (Bessenyei Gy.: A filozófus)
- Illésháziné (Verseghy F.: Szécsi Mária)
- Palmira (Lemière: Lanassza)